# 시몽 아브카리앙
시몽 아브카리앙(프랑스어: Simon Abkarian, 아르메니아어: Սիմոն Աբգարյան, 1962년 3월 5일 ~ )은 아르메니아계 프랑스 배우, 극작가, 연출가이다.

## 출연 작품
- 각자의 고양이를 찾아서 (1996, Chacun cherche son chat)
- 아라라트 (2002)
- 찰리의 진실 (2002)
- 007 카지노 로얄 (2006)
- 페르세폴리스 (2007) - 목소리
- 트리비알 (2007, La disparue de Deauville)
- 렌디션 (2007)
- 아미 오브 크라임 (2009)
- 아기기린 자라파 (2012) - 목소리
- 제로 다크 서티 (2012)
- 겟, 더 트라이얼 오브 비비안 암살렘 (2014)
- 더 컷 (2014)
- 1915 (2015)
- 오버드라이브 (2017) - 자코모 모리어 역
- 잼 (2017, Djam)
- 레스틀리스 (2022)